# 日出江花——青年江泽民在上海
《日出江花——青年江泽民在上海》，是一本关于中国共产党第三代领导核心、原总书记江泽民的书籍，2010年4月上海人民出版社出版。有报道称，该书有强烈的政府背景，《人民日报》也报道了此书的出版。而江泽民本人则低调的要求该书保持高度的低调，不往自己脸上贴金子。